# (1158) Люда
(1158) Люда (лат. Luda) — астероид из группы главного пояса, который был открыт 31 августа 1929 года русским (советским) астрономом Григорием Неуйминым в Симеизской обсерватории. Назван в честь сестры открывателя — Людмилы (по Н. С. Самойловой-Яхонтовой). Свой полный оборот вокруг Солнца астероид совершает за 4,11 юлианских года.

Орбита астероида Люда и его положение в Солнечной системе
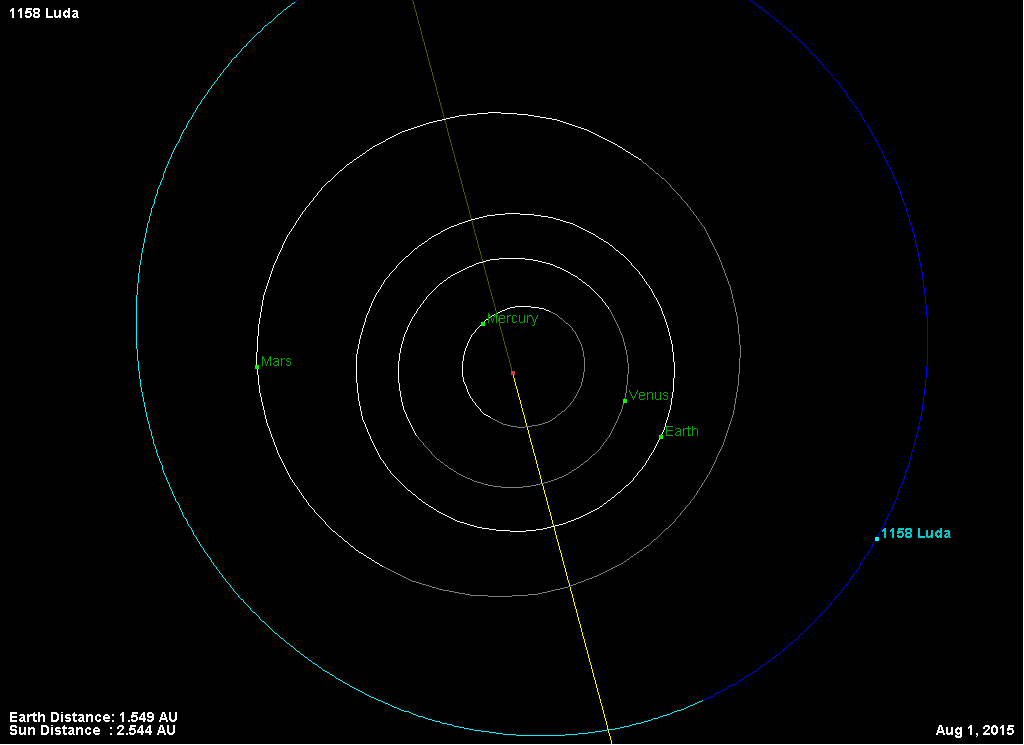
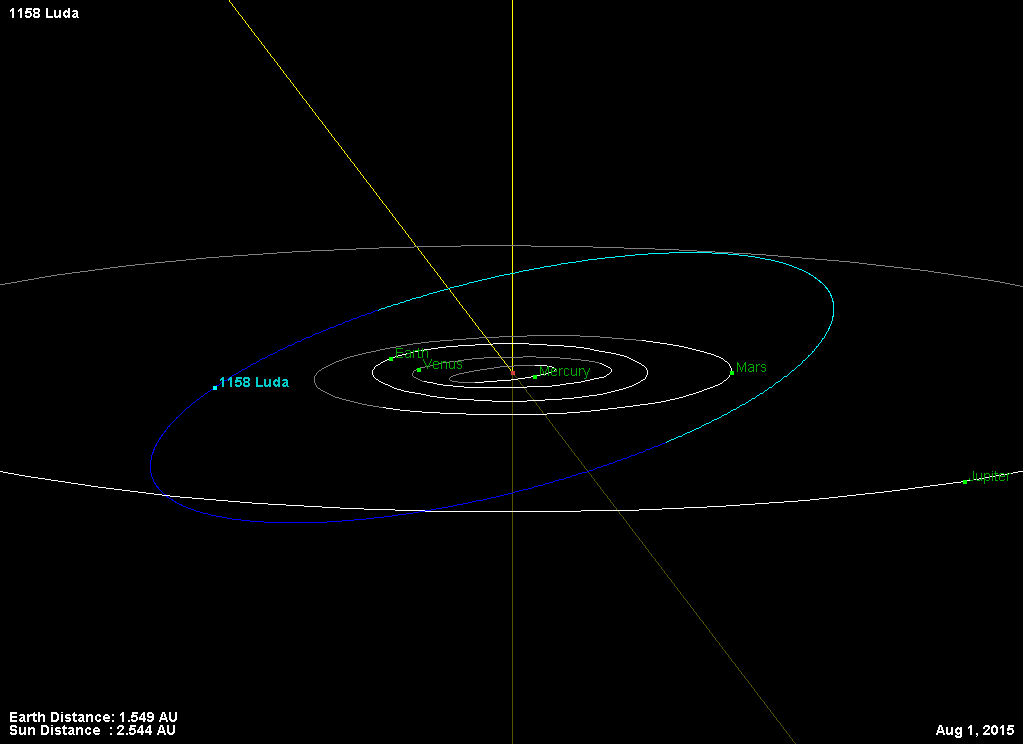

Астероид примечателен тем, что 29 сентября 2054 года он пройдёт вблизи астероида (3) Юнона на расстоянии в 0,0079081 а. е. (около 1,2 млн км).